# Energia swobodna reakcji
Energia swobodna reakcji ({\displaystyle \Delta f} lub {\displaystyle \Delta F} ) – funkcja termodynamiczna reakcji chemicznej, zmiana energii swobodnej Helmholtza układu, która jest potencjałem termodynamicznym w przypadku {\displaystyle T,v=\mathrm {const} } (potencjał izotermiczno-izochoryczny), spowodowana przebiegiem reakcji chemicznej, odniesiona do liczby postępu reakcji równej jeden.
Liczba postępu reakcji {\displaystyle (\lambda ),} została zdefiniowana przez Théophila de Dondera w 1920 roku jako:
{\displaystyle \lambda ={\frac {n_{zi}}{\nu _{i}}}.}
Wartość {\displaystyle \lambda =1,} gdy liczby moli {\displaystyle (n_{zi})} powstałych produktów oraz liczby moli zużytych substratów są równe odpowiednim współczynnikom stechiometrycznym {\displaystyle (\nu _{i})} w równaniu reakcji.
Energią swobodną reakcji chemicznej jest pochodna cząstkowa energii swobodnej układu, czyli np. funkcji {\displaystyle f=f(v,T,\lambda ),} obliczona względem liczby postępu reakcji:
{\displaystyle \Delta f_{v,T}=\left({\frac {\partial f}{\partial \lambda }}\right)_{v,T}.}
Energię swobodną reakcji wyraża się również poprzez wielkości cząstkowych molowych energii swobodnych poszczególnych reagentów {\displaystyle (F_{i}){:}}
{\displaystyle F_{i,v,T}=\left({\frac {\partial f}{\partial n_{i}}}\right)_{v,T,n_{j}\neq i}.}
Energia swobodna układu termodynamicznego, złożonego z {\displaystyle k} składników wynosi:
{\displaystyle f=\Sigma \ n_{i}F_{i}=f(T,v,n_{1},n_{2},n_{3},\dots ,n_{k}).}
Energię swobodną reakcji chemicznej oblicza się jako różnicę między sumą ilorazów {\displaystyle \Sigma \ n_{i}F_{i}} dla jej produktów i dla substratów.
{\displaystyle \Delta f=\sum {n_{i,prod}F_{i,prod}}-\sum {n_{i,subs}F_{i,subs}}.}
Zmiana energii swobodnej jest równa maksymalnej pracy, jaką może wykonać układ, w którym zachodzi reakcja.